# Symmacra quadraequata
Symmacra quadraequata là một loài bướm đêm trong họ Geometridae.